# Žebrák
Žebrák är en stad i Tjeckien.   Den ligger i regionen Mellersta Böhmen, i den centrala delen av landet, 40 km sydväst om huvudstaden Prag. Žebrák ligger 343 meter över havet och antalet invånare är 1 909.
Terrängen runt Žebrák är kuperad norrut, men söderut är den platt.Runt Žebrák är det ganska tätbefolkat, med 179 invånare per kvadratkilometer. Närmaste större samhälle är Hořovice, 4,4 km söder om Žebrák. Trakten runt Žebrák består till största delen av jordbruksmark.